# Dasyurus
Dasyurus (Geoffroy, 1796) è un genere di marsupiali carnivori della famiglia dei Dasiuridi che comprende i cosiddetti quoll o gatti indigeni, originari di Australia e Nuova Guinea.

## Descrizione
Gli adulti sono lunghi tra i 25 e i 75 cm e in più sono dotati di code pelose di 20–35 cm. Le femmine sono munite di sei od otto capezzoli e di una tasca - con l'apertura verso la coda - che si sviluppa però solamente durante la stagione riproduttiva, quando devono trasportarvi i piccoli.

## Biologia
I quoll vivono sia nelle foreste che nelle vallate aperte. Sebbene siano prevalentemente animali terricoli, hanno sviluppato anche notevoli abilità arboricole. Non hanno la coda prensile, ma una serie di creste sulla pianta dei piedi. I molari e i canini sono molto sviluppati.

## Tassonomia
La tribù dei Dasyurini, alla quale appartengono i quoll, comprende anche il diavolo della Tasmania, gli antechini, il kowari e i mulgara.
Le specie del genere Dasyurus sono le seguenti:
- il quoll della Nuova Guinea, Dasyurus albopunctatus, dell'isola omonima;
- il quoll occidentale o chuditch, Dasyurus geoffroii, dell'Australia occidentale;
- il quoll settentrionale, Dasyurus hallucatus, dell'Australia settentrionale;
- il quoll tigrato o quoll maculato, Dasyurus maculatus, dell'Australia orientale;
- il quoll bronzeo, Dasyurus spartacus, della Nuova Guinea; e
- il quoll orientale, Dasyurus viverrinus, della Tasmania (diffuso in passato anche in Australia orientale).

Le varie specie di quoll differiscono tra loro per piccole differenze nella forma del corpo, ma ognuna di loro presenta particolari caratteristiche. Il quoll tigrato, ad esempio, si può facilmente riconoscere per le macchie bianche e i grandi canini.
Il nome Dasyurus, che significa «coda pelosa», venne coniato da Étienne Geoffroy Saint-Hilaire nel 1796. La prima specie descritta, il quoll tigrato, venne posta originariamente nel genere degli opossum americani, Didelphis.